# Loubna Abidar
Loubna Abidar, née le 20 septembre 1985 à Marrakech, est une actrice marocaine, possédant également la nationalité brésilienne.
Elle est connue pour son rôle dans le film Much Loved.

## Biographie

### Famille
Aînée d’une fratrie de trois enfants, Loubna Abidar est née au sein d'une famille d'origine du quartier de Qasba à Marrakech. Son père est berbère et sa mère arabe. Dans son autobiographie, elle dit avoir été violée par son père, qui frappait violemment sa femme et ses enfants. Elle porte encore des cicatrices datant de son enfance. Elle estime aussi que son père lui a fait « détester les hommes arabes, en tout cas, ceux qui s'octroient le droit de frapper une femme, de lui faire mal ».

### Études et vie privée
À 16 ans, elle se marie avec un juif français d'origine tunisienne, Claude Challe,, de 40 ans son aîné, avec qui elle déménage à Paris afin de pouvoir poursuivre ses études jusqu'à ses 20 ans[réf. nécessaire].
Elle épouse en secondes noces un entrepreneur brésilien prénommé Bernardo avec qui elle a une fille, prénommée Luna. Le couple divorce à l'amiable en 2017, après onze ans de mariage.

### Carrière
Elle débute, encore adolescente, comme danseuse orientale à Marrakech puis après son séjour de quatre ans à Paris elle enseigne la danse au Maroc puis elle réussit par jouer au théâtre, à la télévision et dans des films secondaires. Elle est alors découverte par le réalisateur Nabil Ayouch qui lui offre le premier rôle dans le film Much Loved sélectionné au Festival de Cannes en 2015. Cependant, le film, interdit au Maroc pour avoir porté atteinte « aux mœurs et à l’intégrité morale des Marocains », est particulièrement vilipendé dans les milieux musulmans : la critique vise, en particulier, une scène de sexe. Une association annonce par ailleurs son intention de porter plainte contre le réalisateur et Loubna Abidar pour avoir nui à l'image de Marrakech et plus largement à celle du Maroc.
En 2018, elle interprète des rôles secondaires dans deux films français : Amin et À genoux les gars. L'année suivante, elle est à l'affiche d'Une fille facile de Rebecca Zlotowski et de la série Mytho. En 2023, elle joue un des principaux rôles dans À la belle étoile.

### Agression et exil en France
Le 6 novembre 2015, Loubna Abidar est victime d'une violente agression à Casablanca,. Le visage tuméfié et en sang, elle déclare n'avoir pas été autorisée à porter plainte, ce que dément la police de Casablanca. Elle trouve ensuite refuge en France avec un visa de tourisme, expiré à la date de la cérémonie des Césars 2016 où elle est en compétition pour le César de la meilleure actrice.

## Filmographie
Sauf indication contraire, les informations mentionnées dans cette section peuvent être confirmées par les bases de données cinématographiques IMDb et Allociné,  présentes dans la section « Liens externes ».

### Cinéma
- 2015 : Much Loved de Nabil Ayouch : Noha
- 2015 : Les Transporteurs[18] de Saïd Naciri : Souad
- 2018 : Amin de Philippe Faucon : la première serveuse
- 2018 : À genoux les gars d'Antoine Desrosières : la mère
- 2019 : Une fille facile de Rebecca Zlotowski : Dounia
- 2019 : Mauvais Œil (court métrage) de Colia Vranici : Salima
- 2022 : Goutte d'or de Clément Cogitore : la mère de Chakib et Saïd
- 2023 : À la belle étoile de Sébastien Tulard : Samia

### Télévision
- 2018 : Fiertés de Philippe Faucon, épisode 1999 (mini-série) : Farah
- 2019 : Mytho de Fabrice Gobert (série télévisée), 4 épisodes : Karima
- 2025 : Nismet de Philippe Faucon (mini-série) : Najoua

## Publication
- Loubna Abidar et Marion Van Renterghem, La Dangereuse, Paris, Stock, 18 mai 2016, 189 p. (ISBN 978-2-234-08122-2)[8]

## Distinctions

### Récompenses
- Festival du film francophone d'Angoulême 2015 : Valois de la meilleure actrice pour Much Loved[19]
- Festival international du film francophone de Namur 2015 : Bayard d’or de la meilleure comédienne pour Much Loved
- Trophées francophones du cinéma 2016 : Trophée francophone de l'interprétation féminine pour Much Loved

### Nomination
- Césars 2016 : César de la meilleure actrice pour Much Loved